# Ergotioneina
La ergotioneina es un aminoácido natural derivado de la histidina que contiene un átomo de azufre en el anillo imidazólico. Esta sustancia es sintetizada por algunos organismos, sobre todo actinobacterias y hongos filamentosos. Fue descubierto en 1909 en el hongo Claviceps purpurea o ergot, pero su estructura no fue determinada hasta 1911. Posee propiedades antioxidantes. Aunque no puede ser sintetizado por las células humanas, es absorbido a través de la dieta y se encuentra presente en algunos tejidos, donde desempeña funciones no totalmente aclaradas, se ha descubierto en las células de mamífero un transportador específico para la ergotioneina llamado ETT (del inglés ergothioneine transporter), lo cual explica su presencia en determinados tejidos y hace suponer que tenga una importante función fisiológica.